# スチームワールドクエスト
『スチームワールドクエスト』（原題：SteamWorld Quest: Hand of Gilgamech）は、スウェーデンのゲーム開発会社Image & Formが開発したRPG。同社が手掛ける「スチームワールド」シリーズの第5作目。

## 概要
邪悪な怪物・ベヒーモスを倒した英雄・ギルガメカ（Gilgamech）の伝説が残る世界を舞台に、ロボットの仲間たちが「闇の君主」（Dark Lord）なる人物の軍団・ボイド隊（Void army）などと対峙しながら冒険を繰り広げる。スチームワールドシリーズではスチームパンクの要素を軸にしつつ作品ごとに世界観やゲームのジャンルを変えているが、本作は西洋ファンタジーの世界を舞台としたRPGで、敵との戦闘シーンではトレーディングカードゲームの仕組みを採用している。
プロデューサーのBrjánn Sigurgeirssonは本作を制作する上で、『ロックマンエグゼ』シリーズ、『バテン・カイトス』シリーズ、『Fate/Grand Order』などのゲームソフトに触発されたとしている。また、西洋ファンタジーの世界観についてはSigurgeirssonが昔から気に入っているというロブ・ライナー監督のアメリカ映画『プリンセス・ブライド・ストーリー』の影響があり、父親が息子に物語を読み聞かせるくだりから本編が始まるという本作冒頭の流れは、この映画の冒頭シーンと類似している。

## システム

### 戦闘システム
戦闘には、後述の仲間キャラクターの中から最大3人が参加する。各キャラクターは、それぞれが所持する専用カードの中の8枚で構成したデッキを用いる。戦闘は仲間側のターンと敵側のターンが交互に繰り返される。
カードは全仲間キャラクターのものが混ざった状態で積まれ、戦闘開始時に6枚が場に並ぶ。この中から1ターン内で最大3枚を使用し、次のターンで使用枚数分が補充される。また、場にある任意のカードを1枚破棄して新たなカードを引く「リドロー」を1ターンで2回まで行うことができる。なお、同キャラクターのカードを1ターンで3枚使用すると4枚目の特殊カードが自動的に追加される「ヒーローチェイン」が発動する。このヒーローチェインの内容は対応キャラクターが装備している武器の種類により異なる。またこれとは別に、一部のカードは、他のキャラクターのカードと組み合わさることにより追加効果を得る「チームタグコンボ」が発動する。
カードの種類は、通常攻撃用の「ストライク」、能力強化用の「アップグレード」、SP（スチームパワー）の値を一定数消費して用いる「スキル」の3つに大別される。SPは基本的に「ストライク」「アップグレード」使用時に1つずつ溜まり、仲間全員で共有される。また、多くのカードは、物理、炎、氷、雷、闇の5つの属性と関係している。
戦闘内では、回復アイテムや補助アイテムを使用することもできる。アイテムはカードと同様に1枠を使用する。

### その他のシステム
- フィールド各地に設置されている「英雄像」でセーブを行う。また、仲間キャラクターの体力を全回復することもできるが、この機能を用いた場合はこれまで倒した周囲の敵キャラクターが復活する。
- フィールド各地にいる商人に対価や素材を渡すことで、武器・アイテムの購入や、新規カードの作成、所持カードの能力強化を行うことができる。
- 物語後半から利用可能になる施設「堕落者のコロシウム」では、各種レベルを選択して敵との5連戦を行い、結果に応じて経験値やアイテム・お金を入手できる。

## 仲間キャラクター
アーミリー (Armilly)
騎士。ギルガメカに憧れ、英雄譚が記された書物「ヒーローハンドブック」を愛読している。
主に物理・炎属性の直接攻撃のカードを扱う。
コペルニカ (Copernica)
錬金術師。錬金術の教育機関・アルケミア学院を自主退学しアーミリーと行動を共にしている。
主に炎・氷・雷属性の攻撃魔法のカードを扱う。
ガレオ (Galleo)
アーミリーとコペルニカの友人。家に籠りがちの生活を送っていたが、アーミリーに誘われ冒険に出る。
主に物理・氷属性のカードを扱い、仲間の体力回復や能力補助のカードを多く揃えている。
オリック (Orik)
かつてギルガメカとともに冒険していた英雄。檻の中に囚われていたところをアーミリー達に助けられ仲間に加わる。
主に物理・雷属性のカードを扱う。また、お面が描かれた各種カードの使用により基本能力が変化する。
ターラ / テイン (Tarah / Thayne)
双子の姉弟の盗賊。廃墟の街の孤児院出身で、盗みに入ったアルケミア学院でアーミリー達と出会い共闘することになる。
戦闘時は二人一組で戦う。主に物理・闇属性のカードを扱い、直接攻撃系はターラが、魔法系はテインが行動する。